# Pseudotolna
Pseudotolna is een geslacht van vlinders van de familie spinneruilen (Erebidae), uit de onderfamilie Calpinae.

## Soorten
- P. eximia (Holland, 1894)
- P. leucomelas Gaede, 1939
- P. lineosa Laporte, 1973
- P. marshalli Hampson, 1902
- P. perineti Viette, 1965